# خلية جذعية متعلقة باللحمة المتوسطة
الخلايا الجذعيَة الميزنكيمية (Mesenchymal Stem Cells) وتعرف أيضا بالخلايا الجذعيَة المتعلقة باللحمة المتوسطة أو الوسيطية وهي خلايا نسيجيَة متعددة القدرة التي بإمكانها أن تنقسم إلى أنواع مختلفة من الخلايا، بضمنها الأرومات العظمية  والخلايا الغضروفية  والعضلية والدهنية، حيث تستند الفرضيَة على أنَها الخلايا والأنسجة المتخصصة في الحيوانات الحية ولأقرانها التي تنمو في الأنسجة الحية، وعادة ما تعزل من الكتلة الخلوية الداخلية (ICM) من أرومات حديثة الغرس لفأر مبكر ممتلكة القدرة على توليد أي خلية ناضجة بثلاثة خطوط جرثومية فقد قام Thomson وآخرون أيضاً بعزلها من ICM لأرومات بشرية، لكنه حتى الآن ومع مقارنته فلا توجد أبحاث مستفيضة حول الأرومات البشرية عن الأرومات الفأرية.
يبحث العلماء حول العالم عن خلايا مستقرة وآمنة ولها مصادر جذعية عالية بحيث يمكن الولوج إليها مع إمكانيتها للطب التجديدي. تعزل الخلايا عادة من النخاع الشوكي للفأر على زرع مثبط بخصائص امتصاص البلاستيك وتشكل مستعمرات مغزلية الشكل التي يشار اليها بوحدة الأرومة الليفية.

## تعريفها
بينما يشار بالتبادل إلى مصطلح الخلايا الجذعية الميزنكيمية خلية جذعية متعلقة باللحمة المتوسطة والخلايا السدوية النخاعية Marrow Stromal Cell . فأنه لا يوجد مصطلح كافٍ للوصف الدقيق:
1. الميزنكيم هو نسيج ضام جنيني الذي جاء من أديم متوسط والذي يتمايز إلى نسيج مكون للدم ونسيج ضام، ولكن خلية جذعية متعلقة باللحمة المتوسطة ليس لها القدرة التمايزية على تكوين الدم.[8]
2. الخلايا اللحمية هي خلايا نسيج ضام التي تشكل دعامات الهيكل حيثما تكون وظائف الخلايا للنسيج موجودة. بينما يكون هذا الوصف الدقيق في وظيفة واحدة للخلية الجذعية متعلقة باللحمة المتوسطة، حيث يفشل هذا المصطلح للإيصال النسبي مع دور الاكتشافات الحالية للخلية الجذعية متعلقة باللحمة المتوسطة في إصلاح النسيج المتضرر.[9]
3. تشمل الخلايا المتعددة القدرات المستمدة من الأنسجة الأخرى غير النخاعية مثل المشيمة[10] دم الحبل السري، الأنسجة الدهنية، العضلات للكبار، سدى القرنية.[11]

## تاريخها
- في عام 1924م ولد العالم الروسي الكسندر أي. ماكسيمو مستخدماً أبحاثاً نسيجية واسعة لتحديد صنف مفرد من الخلايا المولدة ضمن الميزنكيم الذي يتطور إلى أنواع مختلفة من خلايا الدم.[12]
- كشف كل من العلماء ارنست أي، ماكولوك و جيمس ي. تيل لأول مرة الطبيعة النسلية في الخلايا النخاعية عام 1980م.[13]
- تم في وقت لاحق فحص داخل المختبر لدراسة القدرة النخاعية في الخلايا النخاعية متعددة القدرة والتي كتبت بتقرير في السبعينيات من قبل فريدنستين وزملائه[14] وفي هذا النظام فإن الخلايا اللحمية يشار إليها كمستعمرة مولدة لوحدات الأرومات الليفية CFU-f .
- أن أول التجارب السريرية الأولى التي انتهت للخلايا الجذعية الميزنكيمية عام 1995م عندما تم حقن مجموعة من 15 مريض مع مزارع من خلية جذعية متعلقة باللحمة المتوسطة لاختبار الأمان للعلاج. ومنها أكثر من 200 تجربة سريرية بدأت بالرغم من أن معظمها قد بقيت تحت الحدود الأمنة للاختبار.[15]